# کفر قوق، ریف دمشق
کفر قوق (به عربی: کفر قوق) یک روستا در سوریه است که در استان ریف دمشق واقع شده‌است. کفر قوق ۱٬۰۱۵ نفر جمعیت دارد.